# Pyrgotidae
Pyrgotidae zijn een familie uit de orde van de tweevleugeligen (Diptera), onderorde vliegen (Brachycera). Wereldwijd omvat deze familie zo'n 58 genera en 351 soorten.